# MG 3 II
Pour les articles homonymes, voir MG3 (homonymie).

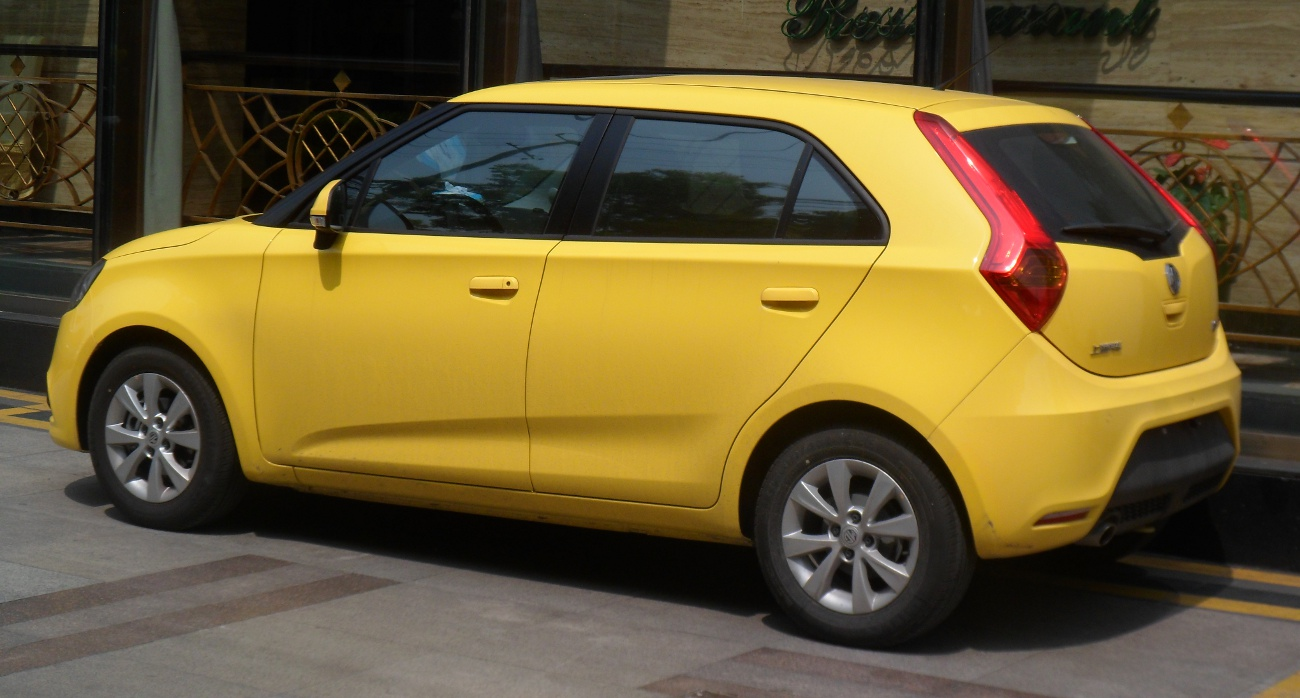
La nouvelle MG3 est la première petite 100 % nouvelle depuis le rachat de MG.

La MG3 II est une berline 5 portes préfigurée par le concept car MG Zero dévoilé lors du salon de l'automobile de Pékin en mai 2010. La commercialisation en Chine a débuté le 26 mars 2011.
La nouvelle MG remplace l'ancienne génération de MG3, en fait une simple Rover Streetwise à peine restylée par MG et commercialisée en Chine depuis 2008. Voulue comme la berline du renouveau, la nouvelle MG 3 fait partie, avec la MG 5 (une compacte 5 portes) et la MG 6 (une familiale) d'une gamme de voitures entièrement nouvelle et qui est destinée à partir à la conquête du marché européen tout en permettant à MG d'augmenter ses ventes en Chine.
Disponible pour le moment uniquement en carrosserie berline 5 portes, elle est vendue à partir de 70 000 yuans (soit environ 7 800 €.) Afin de séduire une clientèle plus jeune, plus dynamique et d'une certaine façon plus "branchée", il est possible de la personnaliser, avec notamment des stickers de toit.

En mai 2011, elle fait ses premiers pas en Angleterre où elle est présentée. Il est alors indiqué que la MG3 recevra diverses adaptations, notamment au niveau de la finition, de l'équipement et de la tenue de route afin de pouvoir la rendre crédible sur le marché européen. Sa commercialisation en Royaume-Uni a lieu dans ans plus tard, mais le même n'atteint jamais l'Europe continentale. Il est par contre commercialisé sur quelques marchés émergents.

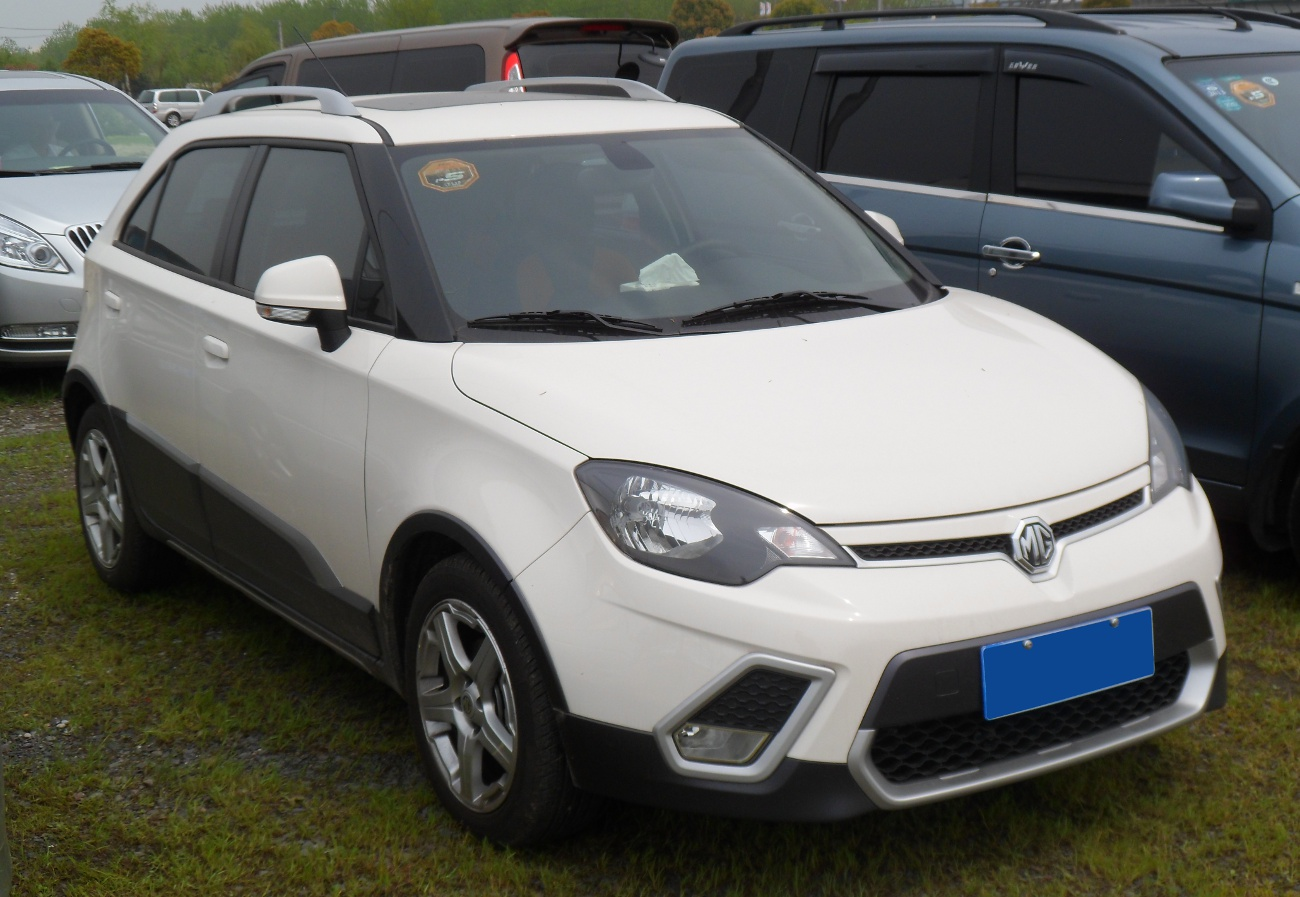
MG 3 Xross.

Au printemps 2011, la MG3 se décline en version Xross (Cross sur certains marchés), dérivé au style baroudeur de la citadine, à la façon de la Rover Streetwise. C'est cette déclinaison qui passe ensuite en septembre 2011 l'épreuve des crash test du C-NCAP, l'équivalent chinois de l'Euro NCAP (mais avec des critères spécifiques et souvent moins sévères). La voiture en ressort avec 5 étoiles, ce qui traduit toutefois les gros progrès de MG dans le domaine de la sécurité. En parallèle, en 2012, la MG 6 a obtenu 4 étoiles sur 5 lors de son passage à l'Euro NCAP.

## Liens
- Le concept car MG ZERO au Salon de Pékin
- les photos officielles de la MG3
- La MG3 Xross passe au C-NCAP
- Essai en français d'une MG3